# Vaccin Minhai contre la Covid-19
 (août 2021).
La mise en forme du texte ne suit pas les recommandations de Wikipédia : il faut le « wikifier ».
Les points d'amélioration suivants sont les cas les plus fréquents :
- Les titres sont pré-formatés par le logiciel. Ils ne sont ni en capitales, ni en gras.
- Le texte ne doit pas être écrit en capitales (les noms de famille non plus), ni en gras, ni en italique, ni en « petit »…
- Le gras n'est utilisé que pour surligner le titre de l'article dans l'introduction, une seule fois.
- L'italique est rarement utilisé : mots en langue étrangère, titres d'œuvres, noms de bateaux, etc.
- Les citations ne sont pas en italique mais en corps de texte normal. Elles sont entourées par des guillemets français : « et ».
- Les listes à puces sont à éviter, des paragraphes rédigés étant largement préférés. Les tableaux sont à réserver à la présentation de données structurées (résultats, etc.).
- Les appels de note de bas de page (petits chiffres en exposant, introduits par l'outil «  Source ») sont à placer entre la fin de phrase et le point final[comme ça].
- Les liens internes (vers d'autres articles de Wikipédia) sont à choisir avec parcimonie. Créez des liens vers des articles approfondissant le sujet. Les termes génériques sans rapport avec le sujet sont à éviter, ainsi que les répétitions de liens vers un même terme.
- Les liens externes sont à placer uniquement dans une section « Liens externes », à la fin de l'article. Ces liens sont à choisir avec parcimonie suivant les règles définies. Si un lien sert de source à l'article, son insertion dans le texte est à faire par les notes de bas de page.
- La présentation des références doit suivre les conventions bibliographiques. Il est recommandé d'utiliser les modèles {{Ouvrage}}, {{Chapitre}}, {{Article}}, {{Lien web}} et/ou {{Bibliographie}}. Le mode d'édition visuel peut mettre en forme automatiquement les références.
- Insérer une infobox (cadre d'informations à droite) n'est pas obligatoire pour parachever la mise en page.

Pour une aide détaillée, merci de consulter Aide:Wikification.
Si vous pensez que ces points ont été résolus, vous pouvez retirer ce bandeau et améliorer la mise en forme d'un autre article.
Le vaccin Minhai contre la COVID-19, aussi nommé KCONVAC, est un vaccin contre la Covid-19 développé par Shenzhen Kangtai Biological Products Co. Ltd et sa filiale, Beijing Minhai Biotechnology Co., Ltd.
Le vaccin Minhai utilise le coronavirus inactivé, qui ne peut pas se répliquer dans les cellules humaines et qui permet de déclencher une réponse immunitaire. Il s'injecte en deux doses espacées de 28 jours.
En mai 2021, la Chine délivre une autorisation d'urgence au vaccin Minhai. La loi chinoise permet l'utilisation du vaccin « dans certaines limites de temps et de périmètre ».

## Essais cliniques
En octobre 2020, KCONVAC a commencé des essais cliniques de phase I avec 180 participants en Chine.
Plus tard, KCONVAC a commencé des essais de phase II avec 1 000 participants en Chine.
En mai 2021, KCONVAC a commencé des essais de phase III pour des essais à l'échelle mondiale avec 28 000 participants.

### Essais cliniques sur les enfants
En août 2021, KCONVAC a commencé des essais de phase I avec 84 participants en Chine.
En septembre, KCONVAC a commencé des essais de phase II avec 480 participants en Chine.